# Эммануэль Голдстейн
Эммануэ́ль Голдсте́йн (англ. Emmanuel Goldstein) — персонаж романа Джорджа Оруэлла «1984», главный враг государства Океания. Пропаганда представляет его лидером подполья, стремящегося свергнуть власть, однако он может являться и вымышленным врагом, играя роль козла отпущения для концентрации народного гнева.

## Биография
Когда-то Голдстейн был одним из вождей революции, почти равным Старшему Брату, но позднее, по официальной версии партии, предал её и бежал за границу. В Океании считается, что он создал тайное Братство, целью которого является борьба с партией. В программе ежедневных «двухминуток ненависти» Голдстейн всегда являлся главным действующим лицом, основным объектом ненависти и презрения партийной пропаганды.
Считается автором книги «Теория и практика олигархического коллективизма», хотя О’Брайен утверждал, что книга сфабрикована полицией мыслей. Также из его слов следует, что и сам Голдстейн и Братство выдуманы партийной верхушкой, так как О’Брайен уклончиво ответил на соответствующий вопрос Уинстона:

— Братство существует?

— А этого, Уинстон, вы никогда не узнаете. Если мы решим выпустить вас, когда кончим, и вы доживете до девяноста лет, вы все равно не узнаете, как ответить на этот вопрос: нет или да. Сколько вы живете, столько и будете биться над этой загадкой.— «1984», перевод В. Голышева, часть третья, глава II

## Реальный прототип

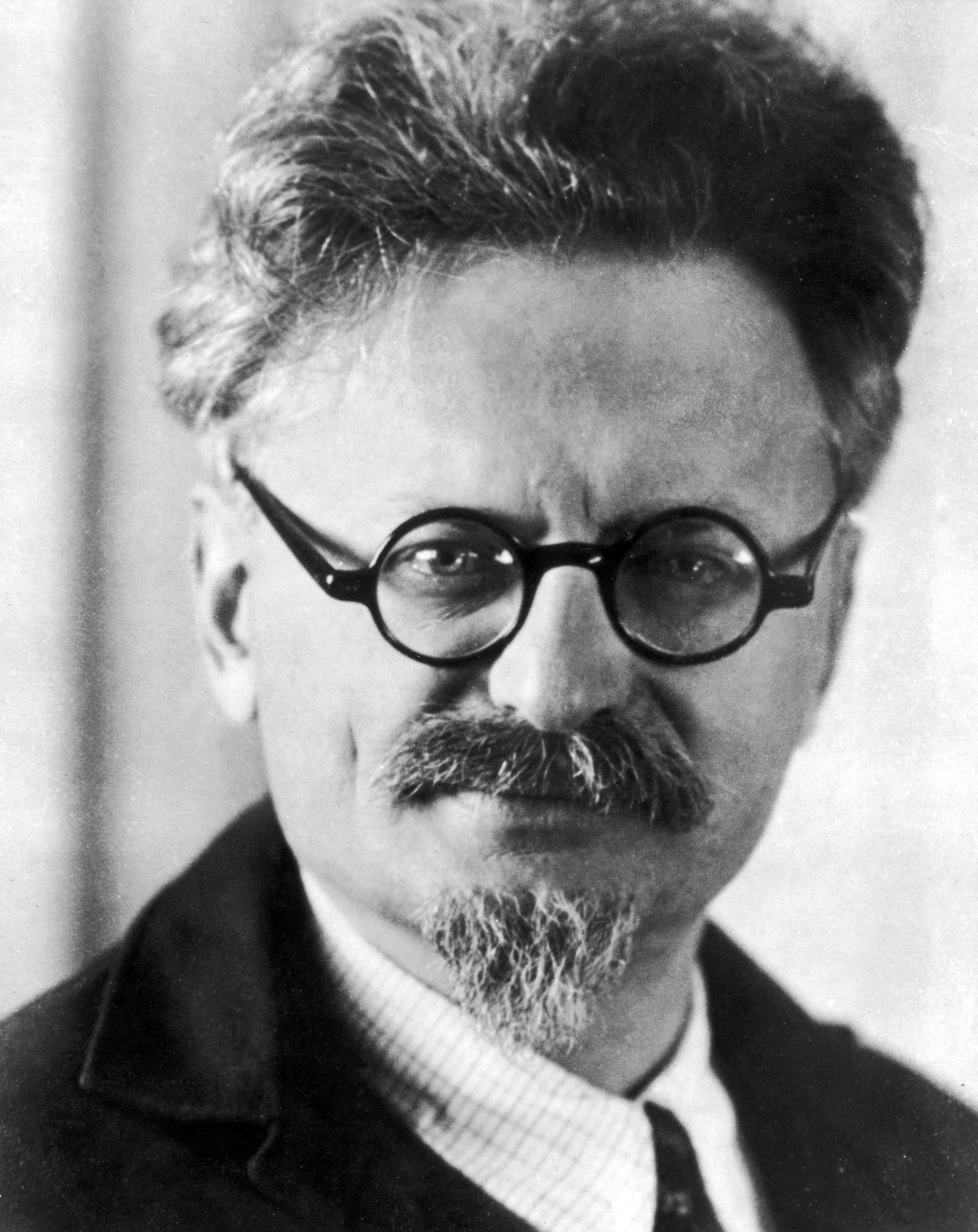
Лев Троцкий

Согласно распространённому мнению, прообразом Голдстейна послужил Лев Троцкий — описание внешности и манеры речи Голдстейна совпадает с описанием Троцкого:

Сухое еврейское лицо в ореоле легких седых волос, козлиная бородка — умное лицо и вместе с тем необъяснимо отталкивающее; и было что-то сенильное в этом длинном хрящеватом носе с очками, съехавшими почти на самый кончик.— «1984», перевод В. Голышева, часть первая, глава I
Это сходство было замечено сразу же после выхода романа в 1949 году. Получивший при рождении фамилию Бронштейн, Троцкий был близким соратником Ленина, а позже стал основным соперником Сталина, который отстранил Троцкого от власти и выслал его из Советского Союза в 1929 году. В эмиграции Троцкий написал книгу «Преданная революция», осуждающую Сталина и СССР. Во время репрессий 1930-х годов сталинская пропаганда неизменно изображала Троцкого как зачинщика всех предполагаемых заговоров и актов саботажа. В 1940 году он был убит в Мексике советским агентом Рамоном Меркадером.
В 1954 году Исаак Дойчер писал, что книга Голдстейна из «1984» была задумана как «пересказ» «Преданной революции». Ирвинг Хоу в 1956 году описал книгу Голдстейна как «явную копию» книги Троцкого, а приводимые в книге Оруэлла примеры данного подражания Троцкому назвал «одними из лучших отрывков» романа. Критик Эдриан Ваннер в сборнике под редакцией Харольда Блума описал книгу Голдстейна как «пародию» на «Преданную революцию», отметив, что Оруэлл довольно противоречиво относился к Троцкому. Оруэлл писал о троцкизме:

Тот факт, что троцкисты везде являются преследуемым меньшинством и что обычные обвинения против них, например в сотрудничестве с фашистами, явная ложь, создаёт впечатление, что троцкизм интеллектуально и морально превосходит коммунизм; однако сомнительно, что между ними есть большая разница.— Джордж Оруэлл, «Заметки о национализме»

## Поздние сравнения

### Джордж Сорос
Джорджа Сороса, богатого прогрессивного еврейского филантропа, журнал Economist сравнил с Эммануэлем Гольдштейном. В прошлом Сорос критиковал премьер-министра Венгрии Виктора Орбана за то, как он справился с европейским миграционным кризисом 2015 года. Богатство Сороса сделало его объектом многочисленных теорий заговора.
«Партия Орбана „Фидес“ провела кампанию на последних выборах, украсив страну зловещими плакатами с изображением Сороса. Он стал выполнять ту же роль для правительства, что и Эммануэль Гольдштейн для тоталитарного государства в романе Джорджа Оруэлла „1984“: мифический темный враг, используемый для разжигания ненависти людей, чьи воображаемые схемы якобы оправдывают полную власть режима».

### Ричард Никсон
Широкомасштабная кампания дискредитации президента Ричарда Никсона в связи с Уотергейтским скандалом привела к сравнению его представления в средствах массовой информации с «двухминутками ненависти», сконцентрированными на Эммануэле Голдстейне. Совершённый ранее неожиданный визит Никсона в Китай, давно считавшийся врагом в «холодной войне», вызвал сравнения с анализируемым Голдстейном хрупким союзом трёх сверхдержав в «1984».

### Усама бен Ладен
С Голдстейном также сравнивали бывшего лидера Аль-Каиды Усаму бен Ладена, который являлся таким же неуловимым человеком, обвиняемым в заговорах и саботаже; борьба с его преступной деятельностью никогда не должна была завершиться.
Американский специалист в области юриспруденции Касс Санстейн в книге «Worst-Case Scenarios» (2009 год) ввёл термин «эффект Голдстейна», описанный как «способность активизировать общественное беспокойство, формируя определённое „лицо противника“, указывающее на некоего человека как на источник главной угрозы». Согласно Санстейну, поскольку возглавляемая США война с терроризмом так сильно ассоциируется с терроризмом бен Ладена, негодование усиливается методами, схожими с демонстрируемыми в «1984». Тем не менее, он также отметил, что Саддам Хусейн (в значительной степени) и Джордж Буш (в гораздо меньшей степени) были также объектами эффекта Голдстейна.